# Cuauhtémoc Cárdenas (ort)
Cuauhtémoc Cárdenas är en ort i Mexiko.   Den ligger i kommunen Palenque och delstaten Chiapas, i den sydöstra delen av landet, 800 km öster om huvudstaden Mexico City. Cuauhtémoc Cárdenas ligger 48 meter över havet och antalet invånare är 124.
Terrängen runt Cuauhtémoc Cárdenas är varierad. Runt Cuauhtémoc Cárdenas är det ganska glesbefolkat, med 36 invånare per kvadratkilometer. Närmaste större samhälle är Palenque, 7,9 km öster om Cuauhtémoc Cárdenas. I omgivningarna runt Cuauhtémoc Cárdenas växer i huvudsak städsegrön lövskog.